# Coupe intercontinentale 1995
La Coupe intercontinentale 1995 est la trente-quatrième édition de la Coupe intercontinentale. Le match oppose le club néerlandais de l'Ajax Amsterdam, vainqueur de la Ligue des champions de l'UEFA 1994-1995 au club brésilien du Grêmio Foot-Ball Porto Alegrense, vainqueur de la Copa Libertadores 1995. Le match se déroule au Stade olympique de Tōkyō au Japon devant 47 129 spectateurs. Le Néerlandais Danny Blind est élu homme du match. En 2017, le Conseil de la FIFA a reconnu avec document officiel (de jure) tous les champions de la Coupe intercontinentale avec le titre officiel de clubs de football champions du monde, c'est-à-dire avec le titre de champions du monde FIFA, initialement attribué uniquement aux gagnants de la Coupe du monde des clubs FIFA.

## Feuille de match
| 28 novembre 1995 | Ajax Amsterdam                                      | 0 – 0 ap          | Grêmio                                  | Stade olympique de Tōkyō                       |                                                |
| 20h10 UTC+9      |                                                     |                   |                                         | Spectateurs : 47 129 Arbitrage : David Elleray | Spectateurs : 47 129 Arbitrage : David Elleray |
| 20h10 UTC+9      | Rapport (en)                                        |                   |                                         | Spectateurs : 47 129 Arbitrage : David Elleray | Spectateurs : 47 129 Arbitrage : David Elleray |
| 20h10 UTC+9      | Kluivert · R. de Boer · F. de Boer · George · Blind | Tirs au but 4 – 3 | Dinho · Arce · Magno · Gélson · Adílson | Spectateurs : 47 129 Arbitrage : David Elleray | Spectateurs : 47 129 Arbitrage : David Elleray |

| Ajax | Grêmio |

| Ajax Amsterdam : |    |                       |  |     |
|                  |    |                       |  |     |
| G                | 1  | Edwin van der Sar     |  |     |
| D                | 2  | Michael Reiziger      |  |     |
| D                | 3  | Danny Blind           |  |     |
| D                | 4  | Frank de Boer         |  |     |
| D                | 5  | Winston Bogarde       |  |     |
| M                | 6  | Ronald de Boer        |  |     |
| M                | 7  | Finidi George         |  |     |
| M                | 8  | Edgar Davids          |  |     |
| A                | 9  | Patrick Kluivert      |  |     |
| A                | 10 | Jari Litmanen         |  | 94e |
| A                | 11 | Marc Overmars         |  | 68e |
| Remplaçants :    |    |                       |  |     |
| G                | 12 | Fred Grim             |  |     |
| D                | 13 | Sonny Silooy          |  |     |
| M                | 14 | Martijn Reuser        |  | 94e |
| M                | 15 | Kiki Musampa          |  |     |
| A                | 16 | Nwankwo Kanu          |  | 68e |
| A                | 17 | Andriy Demchenko (en) |  |     |
| A                | 18 | Nordin Wooter         |  |     |
| Entraîneur :     |    |                       |  |     |
| Louis van Gaal   |    |                       |  |     |

| Grêmio :            |    |                              |  |          |
|                     |    |                              |  |          |
| G                   | 1  | Danrlei                      |  |          |
| D                   | 2  | Francisco Arce               |  |          |
| D                   | 3  | Catalino Rivarola 56e        |  |          |
| D                   | 4  | Adílson Batista              |  |          |
| M                   | 5  | Dinho (it)                   |  |          |
| D                   | 6  | Roger                        |  |          |
| A                   | 7  | Paulo Nunes                  |  |          |
| A                   | 8  | Goiano (pt)                  |  |          |
| A                   | 9  | Mário Jardel                 |  | Remplacé |
| M                   | 10 | Arílson (en)                 |  | Remplacé |
| M                   | 11 | Carlos Miguel                |  | Remplacé |
| Remplaçants :       |    |                              |  |          |
| G                   | 12 | Murilo (pt)                  |  |          |
| D                   | 13 | Luciano Dias (en)            |  | Entré    |
| M                   | 14 | Gelson (en)                  |  | Entré    |
| M                   | 15 | Emerson                      |  |          |
| A                   | 16 | Magno (en)                   |  | Entré    |
| A                   | 17 | Ivanildo Duarte Pereira (pt) |  |          |
| A                   | 18 | Alexandre                    |  |          |
| Entraîneur :        |    |                              |  |          |
| Luiz Felipe Scolari |    |                              |  |          |

| Arbitres assistants : Jeon Woung Hiroshima Yoahikazu |

Homme du match :

Danny Blind (Ajax)